# Massimo Colaci
Massimo Colaci (ur. 21 lutego 1985 w Gagliano del Capo) – włoski siatkarz, grający na pozycji libero, reprezentant Włoch. 

## Sukcesy klubowe
Klubowe Mistrzostwa Świata:
- 2010[1], 2011[2], 2012[3], 2022[4], 2023[5]
- 2013, 2016

Liga Mistrzów:
- 2011, 2025[6]
- 2016
- 2012, 2018

Mistrzostwo Włoch:
- 2011, 2013, 2015, 2018, 2024[7]
- 2012, 2017, 2019, 2021, 2022[8]
- 2025[9]

Superpuchar Włoch:
- 2011, 2013, 2017, 2019, 2020, 2022[10], 2023[11], 2024[12]

Puchar Włoch:
- 2012, 2013, 2018, 2019, 2022[13], 2024[14]

Puchar CEV:
- 2015, 2017

## Sukcesy reprezentacyjne
Liga Światowa:
- 2014

Puchar Świata:
- 2015

Mistrzostwa Europy:
- 2015

Igrzyska Olimpijskie:
- 2016

Puchar Wielkich Mistrzów:
- 2017